# 塩化モリブデン(III)
塩化モリブデン(III)(Molybdenum(III) chloride)は、化学式MoCl3の無機化合物である。紫色の結晶を形成する。

## 合成と構造
塩化モリブデン(III)は、塩化モリブデン(V)を水素で還元することで得られる。無水塩化スズ(II)を還元剤として用いて純粋な塩化モリブデン(V)を還元することで、より高収率で生成できる。
塩化モリブデン(III)は、α型とβ型の2つの多形として存在する。α型の構造は、塩化アルミニウムの構造と似ている。この構造ではモリブデン原子は八面体配位し、結晶構造では立方最密充填構造をとる。しかしβ型では、六方最密充填の構造をとる。

## テトラヒドロフラン錯体
テトラヒドロフラン錯体MoCl3(THF)3となる。淡い橙色の固体で、MoCl4(THF)2のテトラヒドロフラン溶液をスズ粉末とともに還元することで得られる。錯体は八面体構造を持つ。IRスペクトルは、モリブデンのオキソ種に特徴的な900-1000cm-1の範囲に強いバンドを持たない。
ヘキサ(tert-ブトキシ)ジモリブデン(III)は、MoCl3(THF)3から複分解で得られる。
2 MoCl3(thf)3  +  6 LiOBu-t  →  Mo2(OBu-t)6  +  6 LiCl  +  6 thf

## 関連文献
- The Synthesis of Molybdenum and Tungsten Dinitrogen Complexes.. Inorganic Syntheses: Reagents for Transition Metal Complex and Organometallic Syntheses.. 28. (January 1990). pp. 33–43